# Nationalpark Bạch Mã
Koordinaten: 16° 12′ 0″ N, 107° 49′ 0″ O

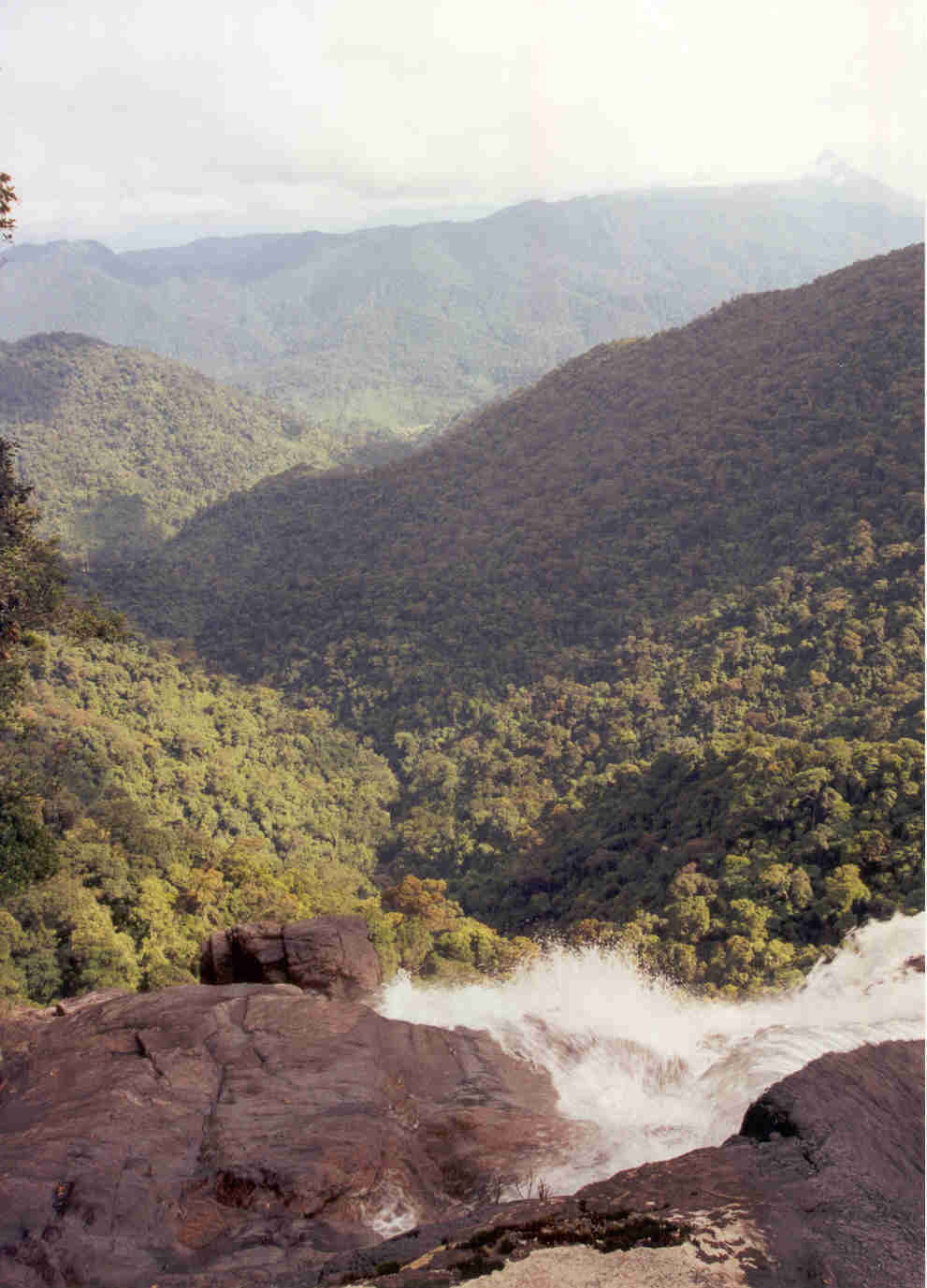
Bach-Ma-Nationalpark

Der Nationalpark Bạch Mã (vietnamesisch Vườn quốc gia Bạch Mã) ist ein Nationalpark in Vietnam. Er liegt 45 Kilometer südöstlich von Huế und 85 km nordwestlich von Hội An und bildet das Kernstück des letzten geschlossenen Waldgebiets in Zentralvietnam. Der 1991 gegründete Park ist 22.000 Hektar groß und umfasst verschiedene Vegetationszonen von der Küstenebene bis zum fast 1500 Meter hohen Gipfel des Berges Bạch Mã.

## Geschichte
Die Franzosen gründeten bereits in den 30er Jahren des 20. Jahrhunderts auf dem Gipfelplateau einen kleinen Sommerkurort, der vor allem von französischen Kolonialbeamten besucht wurde. Erste Schutzzonen wurden ab 1937 eingerichtet, eine befestigte Gipfelstraße war bereits ab 1939 in Betrieb. Mit der Niederlage der Franzosen in Dien Bien Phu (1954) geriet Bach Ma schnell in Vergessenheit. Während des Vietnamkrieges erkannten die amerikanischen Streitkräfte die strategische Bedeutung des Bach-Ma-Berges, um von dort die Küstenebene zwischen Huế und Đà Nẵng zu kontrollieren. Direkt auf dem Gipfel errichteten die Militärs einen Hubschrauberstützpunkt und verteidigten diesen gegen zahlreiche Angriffe des vietnamesischen Widerstands. Noch heute erinnern daran Schützengräben und ein verfallenes Tunnelsystem unterhalb des Gipfels. Die Wälder nahmen auch durch Agent Orange Schaden. Pläne, einen Teil der Tunnelanlagen für touristische Zwecke instand zu setzen, wurden zugunsten des Naturschutzes aufgegeben. Als Nebeneffekt werden die Anlagen heute von Tieren bewohnt, vor allem von Fledermäusen.
Nach Ende des Krieges wurde das Gebiet um den Berg Bach Ma von mehreren Staatsforstbetrieben bewirtschaftet. Die Erfüllung hochgesteckter Produktionsquoten hatte Vorrang vor einer nachhaltigen Forstwirtschaft, und binnen weniger Jahre wurde der vormals üppige tropische Regenwald gelichtet.

## Flora und Fauna
Der Park gilt als ein floristisches Zentrum hoher biologischer Vielfalt in Indochina; hier gibt es mehr als 1400 beschriebene Pflanzenarten. Dies entspricht etwa einem Fünftel aller Arten in Vietnam auf nur 0,07 Prozent der Landesfläche. Laut einer am Parkeingang erhältlichen Liste leben hier 330 Vogelarten, die man beobachten kann. Einige Raritäten wie der Perlenpfau (Rheinardia ocellata) oder der Silberfasan (Lophura nycthemera beli) sind relativ häufig anzutreffen, seltener sieht man den Edwardsfasan (Lophura edwardsi).

## Natur und Infrastruktur
Die Nationalparkverwaltung unterhält mehrere Wanderpfade (Karte im Besucherzentrum erhältlich), die mit festem Schuhwerk leicht zu bewältigen sind. Vom höchsten Punkt des Berges hat man bei gutem Wetter einen Rundblick von den Höhenzügen der annamitischen Kette bis zur Lagune von Cau Hai und der vorgelagerten Küste. Sehenswert ist der 200 m hohe Rhododendron-Wasserfall. Eine Treppe mit 689 Stufen führt zum Fuß des Wasserfalls. Entlang des Fünf-Seen-Wanderpfads oder des Fasanenpfads findet man weitere Kaskaden.
Die Parkverwaltung bewirtschaftet mehrere Gasthäuser am Parkeingang und auf dem Gipfelplateau, die sich als Ausgangslage für Tagesexkursionen anbieten. Einige der alten Kolonialgebäude im Park wurden stilvoll renoviert und werden nun als Gästehäuser genutzt. Mit mehr als 8.000 mm Jahresniederschlag führt der Berg Bach Ma die Regenstatistik Vietnams an; während der Regenzeit von November bis Januar kann es oft tagelang regnen.